# 馬克·埃文斯 (運動員)
马克·埃文斯（英語：Mark Evans，1957年8月16日—），加拿大男子赛艇运动员。他曾代表加拿大参加1984年夏季奥林匹克运动会赛艇比赛，获得男子八人单桨有舵手金牌。

## 家庭
孪生兄弟約翰·邁克·埃文斯。